# Piloblephis rigida
Piloblephis rigida — єдиний у своєму роді вид ароматних низькорослих з простими волосками кущів, що населяють південний схід США — Багами, Флорида, Джорджія; зростає у сухих соснових масивах і дубових чагарниках.

## Біоморфологічна характеристика
Листки сидячі, лінійно-ланцетні, цілісні, суворо загнуті. Суцвіття — кінцевий складний зонтик. Квітки сидячі. Чашечка ± актиноморфна, від трубчасто-дзвінчастої до дзвінчастої, 5-лопатева, частки ± рівні, ланцетні, такі ж або довші ніж трубка, горло голе. Віночок лавандовий, 2-губий, задня губа ціла або виїмчаста, передня губа 3-лопатева, частки ± рівні, цілі, трубка віночка пряма. Тичинок 4. Горішки від широко еліпсоїдних до яйцеподібних, гладкі, голі.